# Ялушево
Ялу́шево (рос. Ялушево, чув. Ялушево) — присілок у складі Алатирського району Чувашії, Росія. Входить до складу Чуварлейського сільського поселення.
Населення — 248 осіб (2010; 246 у 2002).
Національний склад:
- росіяни — 96 %